# Har Bar Jochaj
Har Bar Jochaj (hebrejsky: הר בר יוחאי) je hora o nadmořské výšce 1151 metrů v severním Izraeli, v Horní Galileji.
Nachází se v centrální části masivu Har Meron, necelý 1 kilometr jihovýchodně od hlavního vrcholku masivu. Má podobu částečně zalesněného kužele, který je turisticky využívaný. Nachází se tu zbytky opuštěné vojenské základny a vyhlídková plošina, která umožňuje pohled jižním směrem. Na východní straně terén prudce spadá do údolí k vesnici Meron. Směřuje sem i vádí Nachal Meron. Na jih od vrcholu leží rozsáhlá odlesněná náhorní planina.